# 黃禎 (嘉靖進士)
黃禎（1490年—？），字德兆，號北海野人，山東青州府安丘縣宿家里人。明朝政治人物、詩人。

## 生平
治《春秋》，由縣學生中式正德十四年（1519年）己卯科山東鄉試第二名舉人，年三十四歲中式嘉靖二年（1523年）癸未科會試第十八名，第二甲第一百十三名進士。初授兵部职方司主事，歷官兵部武選司郎中，嘉靖十年（1531年）四月因兵部失火牽連下獄，免職歸里。嘉靖十五年由吏部舉薦起復，任吏部文選司郎中，十八年因為御史洪垣彈劾贪婪欺罔而下獄，再次免官家居。

## 文學
與樂安李舜臣齊名，號「李黃」。有《擬騷》行世。。

## 家族
曾祖黄英。祖父黄泰，历官五台、宝丰、应山知县。父黄锦（1466年-1533年），字元美，封承德郎兵部职方主事。母高氏。重庆下。兄祐、祚、弟祥、禕、禄。